# Miharu Nakajima
Miharu Nakajima (中島美春, Nakajima Miharu). Nació el 1 de octubre de 1967, en la prefectura de Saitama, Japón. Es una actriz, cantante y ex-idol japonesa, activa en la década de los 80. Formó parte del grupo idol Onyanko Club, como la miembro número 5. Su nombre real es Yoshiharu Nakajima  (よしはるなかじま, Nakajima Yoshiharu). Al haber contraído nupcias adoptó el nombre de Yoshiharu Ichikawa (市川美春, Ichikawa Yoshiharu). Sin embargo ella es conocida por su nombre artístico.

## Biografía
Nakajima se unió a Onyanko Club, tras resultar ganadora en el concurso televisivo "All Night Fuji". Uniéndose así, en abril de 1985. Fue una de la vocalistas principales para el single debut 
del grupo, titulado: "Sailor Fuku wo Nugasanaide". Miharu se convirtió de nuevo en la voz principal del 3 sencillo; "Jaa ne". Mismo que obtuvo el primer lugar en las listas de oricon para
la agrupación, durante 9 semanas consecutivas.
Sin embargo tiempo después de liberar el tema, se graduó junto a Sonoko Kawai el 1 de abril de 1986. Tras su graduación, estuvo presente también en la disolución del grupo realizada en
septiembre de 1987. Retirándose posteriormente del mundo del espectáculo. 

## Vida personal
En los años posteriores contrajo nupcias, con un productor de apellido Ichikawa.

## Discografía

### Singles junto a Onyanko Club
| 5 de julio de 1985    | Sailor Fuku wo Nugasanaide |
| 21 de febrero de 1986 | Jaa ne                     |
| 10 de marzo de 1986   | Yume no Hanataba           |